# Marie Ernestina Františka z Rietbergu
Marie Ernestina Františka z Rietbergu (německy Maria Ernestine Francisca von Rietberg, 5. srpna 1687, Rietberg – 1. ledna 1758) byla německá šlechtična, princezna z rodu Cirksenů, hraběnka z Rietbergu, provdaná Kounicová. Jejím sňatkem s Maxmiliánem Oldřichem z Kounic přešlo Rietberské hrabství jako věno na rod Kouniců.

## Život
Narodila se jako pohrobek, dva měsíce po smrti svého otce, hraběte Ferdinanda Maxmiliána z Rietbergu. Její matkou byla jeho manželka Františka, rozená hraběnka z Manderscheid-Blankenheimu.
Po smrti své sestry se v dětském věku stala dědičkou a de jure hraběnkou z Rietbergu. Jejího opatrovnictví se ujal bratr jejího otce, hrabě František Adolf Vilém Východofríský z Rietbergu.
Císař Leopold I. následně jmenoval knížecí biskupy münsterského a paderbornského Fridrich Kristián z Plettenbergu a Heřman Werner z Wolff-Metternichu jako její poručníky. Ti na hrabství nechali uvalit císařskou nucenou správu, aby tak zamezili přičlenění území jako odumřelého léna k Hesensko-kasselskému lankrabství. Později bylo roku 1692 léno ve prospěch matky obnoveno. Matka žila s dcerou v Paderbornu, Kolíně nad Rýnem a Düsseldorfu a dceru vychovávala převážně u falckého kurfiřtského dvora. V roce 1692 se matka znovu provdala za hraběte Arnolda Mořice Viléma z Bentheim-Steinfurtu.

## Manželství a rodina

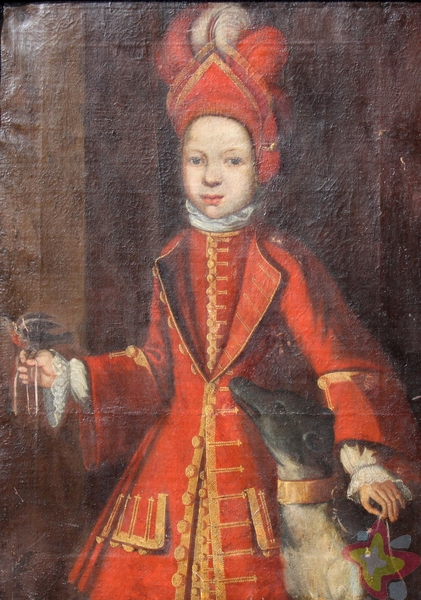
Malá Marie Ernestina Františka z Rietbergu v loveckém kostýmu

O mladou Marii Ernestinu Františku se zajímal říšský místokancléř Dominik Ondřej I. z Kounic jako o vhodnou nevěstu pro svého syna Maxmiliána Oldřicha. První jednání o sňatku se konala zřejmě již v roce 1694, v roce 1697 byl sňatek dohodnut a o dva roky později byl manželství skutečně uzavřeno. Páru se narodilo několik dětí, mezi nimi také pozdější rakouský státní kancléř Václav Antonín z Kounic-Rietbergu.
V roce 1702 byla císařská správa Rietbergu ukončena, nárok na hrabství si však nově činili také Lichtenštejnové. V roce 1714 byla říšskou dvorní radou jako právoplatná dědička potvrzena Marie Ernestina Františka z Rietbergu. Konflikt s Lichtenštejny byl urovnán až roku 1726 dědickou smlouvou, kterou Hesensko-Kasselsko uznalo po intervenci císaře Karla VI. v roce 1728.
Rodina žila převážně na rodových panstvích Kouniců na Moravě. Hraběnka se o své Rietberské panství starala na dálku. Hraběcí pár nechal roku 1716 nově vystavět rietberský františkánský klášter a rozšířit klášterní kostel. V roce 1723 bylo hrabství vloženo pod ochranu svatého Jana Nepomuckého, jehož sochu nechala hraběnka vztyčit poblíž zámku. Od roku 1726 se konala procesí sv. Jana Nepomuckého a v roce 1743 bylo v Rietbergu založeno Gymnasium Nepomucenum a další. V roce 1747/1748 nechala hraběnka v Rietbergu postavit kapli sv. Jana.
Některá práva v Rietbergu byla později připsána jejímu synovi, který hrabství využívali především jako zdroj peněz. Hraběnka Marie Ernestina Františka z Rietbergu zemřela 1. ledna 1758. Byla pohřbena v Brně a její srdce bylo převezeno do františkánského kostela v Rietbergu, jak si hraběnka přála v závěti.